# 93. ročník udílení Oscarů
93. ročník udílení Oscarů se uskutečnil dne 25. dubna 2021. Ceremoniál proběhl na dvou místech: jednak v Dolby Theatre v Los Angeles a také na místním nádraží Union Station. Během slavnostního večera Akademie filmového umění a věd ocenila nejlepší filmy, které měly premiéru v časovém rozmezí 1. ledna 2020 až 28. února 2021. Akademie do výběru poprvé zahrnula i snímky zveřejněné prostřednictvím streamovacích služeb (dříve mohly být nominovány pouze snímky, které byly nejméně sedm dní promítány v kině).
Vyhlášení se uskutečnilo v dubnu, o dva měsíce později oproti tradičnímu termínu, a to kvůli restrikcím spojeným s pandemií koronaviru. Přímý přenos z předávání cen sledovalo 9,85 milionu lidí, což představovalo pokles o 58 % oproti 92. ročníku, což již bylo kritiky považováno za velmi nízké číslo a historické minimum. Podobný pokles sledovanosti v roce 2021 zaznamenaly i další velké ceny jako Zlaté glóby či Grammy.

## Ocenění a nominace
Dne 15. března 2021 nominace vyhlásili Nick Jonas a Priyanka Chopra prostřednictvím livestreamu na oficiálních stránkách Akademie.
Mank získal nejvíce nominací (10) a stal se také jediným filmem, který získal nominaci za nejlepší film, ale ne za nejlepší scénář. Steven Yeun, nominovaný na cenu pro nejlepšího herce v hlavní roli, se stal prvním asijsko-americkým hercem nominovaným v této kategorii. V kategorii nejlepší režie byly poprvé v historii Akademie zahrnuty dvě ženy (Chloé Zhaová a Emerald Fennell). Zhao a Fennell se staly historicky druhou a třetí ženou, které současně získaly nominace za nejlepší film, režii a scénář (první byla Sofia Coppola za film Ztraceno v překladu v roce 2003).
Vítěz je uveden jako první a je označen tučně.
| | |
| Nejlepší film | Nejlepší režie |
| - Země nomádů – Frances McDormandová, Peter Spears, Mollye Asher, Dan Javey a Chloe Zhao - Otec – David Parfitt, Jean-Louis Livi a Philippe Carcassonne - Jidáš a černý mesiáš – Shaka King, Charles D. King a Ryan Coogler - Mank – Ceán Chaffin, Eric Roth a Douglas Urbanski - Minari – Christina Oh - Nadějná mladá žena – Ben Browning, Ashley Fox, Emerald Fennell a Josey McNamara - Zvuk metalu – Bert Hamelinick a Sacha Ben Harroche - Chicagský tribunál – Marc Platt a Stuart Besser | - Chloé Zhaová – Země nomádů - Thomas Vinterberg – Chlast - David Fincher – Mank - Lee Isaac Chung – Minari - Emerald Fennell - Nadějná mladá žena |
| Nejlepší herec | Nejlepší herečka |
| - Anthony Hopkins – Otec jako Anthony - Riz Ahmed – Zvuk metalu jako Ruben Stone - Chadwick Boseman (in memoriam) – Ma Rainey – matka blues jako Levee Green - Gary Oldman – Mank jako Mankiewicz - Steven Yeun – Minari jako Jacob Yi | - Frances McDormandová – Země nomádů jako Fern - Viola Davis – Ma Rainey – matka blues jako Ma Rainey - Andra Day – The United States vs. Billie Holiday jako Billie Holiday - Vanessa Kirby – Střípky ženy jako Martha Weiss - Carey Mulliganová – Nadějná mladá žena jako Cassandra „Cassie“ Thomas |
| Nejlepší herec ve vedlejší roli | Nejlepší herečka ve vedlejší roli |
| - Daniel Kaluuya – Jidáš a černý mesiáš jako Fred Hampton - Sacha Baron Cohen – Chicagský tribunál jako Abbie Hoffman - Leslie Odom Jr. – Noc v Miami. . . jako Sam Cooke - Paul Raci – Zvuk metalu jako Joe - Lakeith Stanfield – Jidáš a černý mesiáš jako William „Bill“ O'Neal | - Jun Jo-čong – Minari jako Soon-ja - Maria Bakalova – Boratův navázaný telefilm jako Tutar Sagdiyev - Glenn Close – Americká elegie jako Bonnie „Mamaw“ Vance - Olivia Colmanová – Otec jako Anne - Amanda Seyfriedová – Mank jako Marion Davies |
| Nejlepší původní scénář | Nejlepší adaptovaný scénář |
| - Emerald Fennell – Nadějná mladá žena - Lee Isaac Chung – Minari - Will Berson a Shaka King – Jidáš a černý mesiáš - Darius Marder a Abraham Marder – Zvuk metalu - Aaron Sorkin – Chicagský tribunál | - Otec — Christopher Hampton a Florian Zeller, podle hry Otec od Floriana Zellera - Boratův navázaný telefilm — scénář: Sacha Baron Cohen, Anthony Hines, Dan Swimer, Peter Baynham, Erica Rivinoja, Dan Mazer, Jena Friedman a Lee Kern; příběh: Baron Cohen, Hines, Swimer a Nina Pedrad; podle postavy Borata Sagdiyeva od Sachy Barona Cohena - Země nomádů — Chloé Zhaová, podle stejnojmenné knihy od Jessicy Bruder - Noc v Miami. . . — Kemp Powers, podle jeho stejnojmenné divadelní hry - Bílý tygr — Ramin Bahrani, podle stejnojmenné knihy od Arvinda Adigy |
| Nejlepší animovaný film | Nejlepší cizojazyčný film |
| - Duše – Pete Docter a Dana Murray - Frčíme – Dan Scanlon a Kori Rae - Až na Měsíc – Glen Keane, Gennie Rin a Peilin Chou - Ovečka Shaun ve filmu: Farmageddon – Richard Phelan, Will Becher a Paul Kewley - Vlkochodci – Tomm Moore, Ross Stewart, Paul Young a Stéphan Roelants | - Chlast ( Dánsko; režie: Thomas Vinterberg - Kolektiv ( Rumunsko; režie: Alexander Nanau) - Quo vadis, Aida? ( Bosna a Hercegovina, režie: Jasmila Žbanić) - Better Days ( Hongkong, režie: Derek Tsang) - L'Homme qui a vendu sa peau ( Tunisko, režie: Kaouther Ben Hania) |
| Nejlepší dokument – film | Nejlepší dokument – krátkometrážní film |
| - Moje učitelka chobotnice – Pippa Ehrlich, James Reed a Craig Foster - Kolektiv – Alexander Nanau a Bianca Oana - Kripl kemp: Revoluce na kolečkách – Nicole Newnham, Jim LeBrecht a Sara Bolder - Tajný agent – Maite Alberdi a Marcela Santibáñez - Time – Garrett Bradley, Lauren Domino a Kellen Quinn | - Colette – Anthony Giacchino a Alice Doyard - A Concerto Is a Conversation – Ben Proudfoot a Kris Bowers - Držme spolu – Anders Hammer a Charlotte Cook - Hunger Ward – Skye Fitzgerald a Michael Shueuerman - Vyznání pro Latashu – Sophia Nahali Allison a Janice Duncan |
| Nejlepší krátkometrážní film | Nejlepší animovaný krátkometrážní film |
| - Vzdálené světy – Travon Free a Martin Desmond Roe - Feeling Through – Doug Roland a Susa Ruzenski - The Letter Room – Elvira Lind a Sofia Sondervan - The Present – Farah Nabulsi - Ayn Levana – Tomer Shushan a Shira Hochman | - Mám vás ráda, ať se stane cokoli – Will McCormack a Michael Govier - Burrow – Madeline Sharafian a Michael Capbarat - Genius Loci – Adrien Mérigeau a Amaury Ovise - Opera – Eric Oh - Yes-People – Gísli Darri Halldórsson a Arnar Gunnarsson |
| Nejlepší výprava | Nejlepší kamera |
| - Mank – Donald Graham Burt a Jan Pascale - Otec – Peter Francis a Cathy Featherstone - Ma Rainey – matka blues – Mark Ricker, Karen O'Hara a Diana Sroughton - Zprávy ze světa – David Crank a Elizabeth Keenan - Tenet – Nathan Crowley a Kathy Lucas | - Mank – Erik Messerschmidt - Země nomádů – Joshua James Richards - Zprávy ze světa – Dariusz Wolski - Chicagský tribunál – Phedon Papamichael - Jidáš a černý mesiáš – Sean Bobbitt |
| Nejlepší kostýmy | Nejlepší masky |
| - Ma Rainey – matka blues – Ann Roth - Emma. – Alexandra Byrne - Mank – Trish Summerville - Mulan – Bina Daigeler - Pinocchio – Massimo Cantini Parrini | - Ma Rainey – matka blues – Matiki Anoff, Mia Neal a Larry M. Cherry - Emma. – Marese Langan, Laura Allen a Claudia Stolze - Americká elegie – Eryn Krueger Mekash, Patricia Dehaney a Matthew Mungle - Mank – Kimberley Spiteri a Gigi Williams - Pinocchio – Dalia Colli, Anna Kieber, Sebastian Lochmann a Stephen Murphy |
| Nejlepší skladatel | Nejlepší filmová píseň |
| - Trent Reznor, Atticus Ross a Jon Batiste – Duše - Terence Blanchard – Bratrstvo pěti - Trent Reznor a Atticus Ross – Mank - Emile Mosseri – Minari - James Newton Howard – Zprávy ze světa | - „Fight for You“ z filmu Jidáš a černý mesiáš – H.E.R., Dernst Emile II a Tiara Thomas - „Speak Now“ z filmu One Night in Miami – Leslie Odom Jr. a Sam Ashworth - „Io sì (Seen)“ z filmu Život před sebou – Diane Warren a Laura Pausini - „Husavik (My Hometown)“ z filmu Eurovize – Savan Kotecha, Fat Max Gsus a Rickard Göransson - „Hear My Voice“ z filmu Chicagský tribunál – Daniel Pemberton, Celeste Waite |
| Nejlepší zvuk | Nejlepší střih |
| - Zvuk metalu – Nicolas Becker, Jaime Baksht, Michelle Couttolenc, Carlos Cortes a Philip Bladh - Greyhound – Warren Shaw, Michael Minkler, Beau Borders a David Wyman - Mank – Ren Klyce, Jeremy Molod, David Parker, Nathan Nance a Drew Kunin - Zprávy ze světa – Oliver Tarney, Mike Prestwood Smith, William Miller a John Pritchett - Duše – Ren Klyce, Coya Elliot a David Parker | - Zvuk metalu – Mikkel E.G. Nielsen - Otec – Yorgos Lamprinos - Země nomádů – Chloé Zhaová - Nadějná mladá žena – Frédéric Thoraval - Chicagský tribunál – Alan Baumgarten |
| Nejlepší vizuální efekty | |
| - Tenet – Andrew Jackson, David Lee, Andrew Lockley a Scott Fisher - Love And Monsters – Matt Sloan, Genevieve Camailleri, Matt Everitt a Brian Cox - Půlnoční nebe – Matthew Kasmir, Christopher Lawren, Max Solomon a David Watkins - Mulan – Sean Faden, Anders Langlands, Seth Maury a Steven Ingram - Ivan je jen jeden – Nick Davis, Greg Fisher, Ben Jones a Santiago Colomo Martinez | |